# ادیت راکفلر مک کورمیک
ادیت راکفلر مک کورمیک (انگلیسی: Edith Rockefeller McCormick) (۲۵ اوت ۱۹۳۲ - ۳۱ اوت ۱۸۷۲) دختر یک ثروتمند میلیاردر اهل ایالات متحده آمریکا و حامی مالیِ اصلی کارل یونگ فیلسوف سوئیسی بود. او از خانواده راکفلر و همسر وی از خانواده مک‌کورمیک، از اشراف‌زادگان و ثروتمندان ایالات متحده آمریکا بودند. وی بعدها از همسرش «هارولد فاولر مک کورمیک»، جدا شد.
ادیت راکفلر مک کورمیک، دختر یک ثروتمند میلیاردر آمریکایی بود که بعدها کارل یونگ با آشنا شدن با وی از او کمک‌های مالی بسیار هنگفتی برای گسترش مؤسسه و افکارش گرفت.
او دختر یک تاجر بسیار ثروتمند آمریکایی به نام جان دیویس راکفلر بود، راکفلر به عنوان نخستین میلیاردر آمریکایی شناخته می‌شود و کارل یانگ توانسته بود دختر وی را به خودش متمایل سازد. دخترِ راکفلر میلیون‌ها دلار برای بسط و گسترش مؤسسهٔ کارل یانگ به وی کمک کرد که این پول در آن زمان ثروت بسیار زیادی می‌بود.
پس از اینکه کارل یونگ توانست دختر راکفلر میلیاردر آمریکایی را به جلسات خود جلب کند، آرام آرام حضور در جلسات کارل یونگ تبدیل شد به کاری که هر زن ثروتمند آمریکایی می‌بایست انجام دهد. به گونه‌ای که اگر فرد، یک زن آمریکایی بود که نیاز به کمک مشاوره‌ای داشت مانند «ادیت راکفلر مک کورمیک» در جلسه با کارل یونگ حضور پیدا می‌کرد. بیمارانِ وی از افکار پریشان خویش رهایی پیدا می‌کردند و به دنیای الهه‌های یونانی وارد می‌شدند و این افکار جایگزین پریشانی‌ها و نابسامانی‌های آنها می‌شد.